# Centaurea holophylla
Centaurea holophylla là một loài thực vật có hoa trong họ Cúc. Loài này được Soczava & Lipatova mô tả khoa học đầu tiên năm 1963.